# Whitemarsh Island, Georgia
Whitemarsh Island är en ort (CDP) i Chatham County, i delstaten Georgia, USA. Enligt United States Census Bureau har orten en folkmängd på 6 792 invånare (2010) och en landarea på 14,6 km².